# Gaio Vibio Marso
Gaio Vibio Marso (in latino: Gaius Vibius Marsus; 20 a.C. circa – dopo il 44) è stato un magistrato e militare romano, console dell'Impero romano.

## Biografia

### Origini e famiglia
Verosimilmente originario di Larinum, Vibio era probabilmente figlio di Gaio Vibio Postumo, console suffetto nel 5, o del fratello Aulo Vibio Abito, console suffetto nell'8. Un'altra ipotesi lo considera invece un homo novus nativo di Perusia.
Sposato con Lelia, figlia del console ordinario del 6 a.C. Decimo Lelio Balbo, Vibio ebbe probabilmente due figlie, entrambe chiamate Vibia: una andò in sposa a Publio Plauzio Pulcro, amico d'infanzia di Claudio e da questi promosso al patriziato dopo una non troppo brillante carriera sotto Tiberio, mentre l'altra sposò Lucio Arrunzio Camillo Scriboniano, console ordinario nel 32 e usurpatore contro Claudio nel 42, venendo ucciso dalle proprie truppe a causa di presagi sfavorevoli, e fu esiliata per una seconda volta insieme al figlio Furio Scriboniano nel 52. La parentela con la gens Plautia, notoriamente amica di Livia e imparentata con la famiglia imperiale (la sorella del marito di Vibia, Plauzia Urgulanilla, fu la prima moglie di Claudio), permetteva a Vibio di godere dell'appoggio di svariate famiglie, come la gens Apronia (il fratello di Pulcro, Marco Plauzio Silvano, pretore nel 24, era sposato con una Apronia figlia del console dell'8 Lucio Apronio), i Cornelii Lentuli (una sorella della citata Apronia era moglie di Gneo Cornelio Lentulo Getulico), la gens Vitellia (imparentata con i Plautii) e la gens Petronia (imparentata con i Vitellii).

### Sotto Tiberio

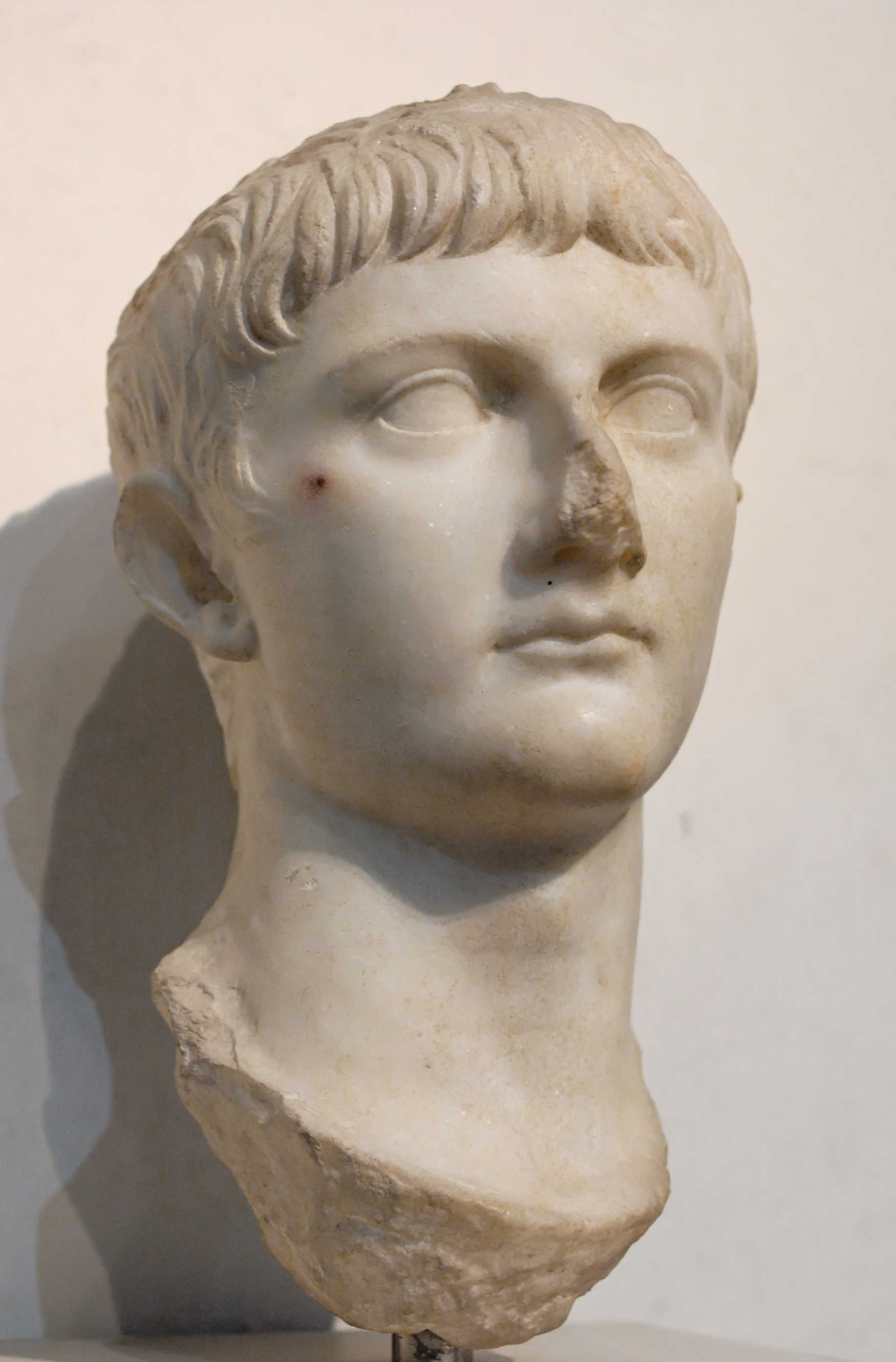
Busto di Germanico, amico di Vibio (Museo nazionale romano di palazzo Massimo, Roma)

Gli inizi della carriera di Vibio sono avvolti nel mistero: probabilmente, come molti dei consoli alto-tiberiani, partecipò alle campagne germaniche e dalmato-pannoniche di Tiberio tra 4 e 9, ma senza dubbio nella tarda età augustea divenne intimo amico di Germanico, verosimilmente durante le sue campagne germaniche. Probabilmente la concorrenza di questi due fattori portò Vibio al consolato, che ricoprì come suffetto dal luglio al dicembre del 17 insieme a Lucio Voluseio Proculo.
Dopo il consolato, la carriera di Vibio risulta meglio documentata. Evidentemente legato di Germanico nella sua missione di pacificazione in Oriente, alla morte dell'amico il 20 ottobre 19 Vibio si trovò coinvolto nelle discussioni relative a chi dovesse sostituire il nemico Gneo Calpurnio Pisone al comando della provincia di Siria: le possibili scelte si ridussero a Vibio e Gneo Senzio Saturnino. Vibio, che probabilmente era più intimo amico di Germanico, cedette davanti all'anzianità e all'insistenza di Saturnino e, lasciandolo a capo della Siria, si imbarcò per Roma insieme alla vedova Agrippina: durante il viaggio di ritorno, Vibio incontrò Pisone e lo citò invano in tribunale a Roma.
Non coinvolto nel processo contro Pisone, Vibio è attestato in senato al momento della concessione agli abitanti di Smirne di procedere alla costruzione di un tempio in onore di Tiberio, Livia e il Senato nel 26: Vibio propose e ottenne che al proconsole d'Asia designato, Marco Emilio Lepido, fosse assegnato un legato soprannumerario che sovrintendesse all'erezione del tempio.
L'anno successivo, Vibio entrò in carica come proconsole d'Africa e mantenne l'incarico per tre anni dal 26/27 al 29/30: durante il suo mandato, in particolare nel 29/30, è documentata un'ampia operazione di delimitazione dei confini da parte della Legio III Augusta, come anche la costruzione e la dedica alla dea Augusta Salutaris di un arco a Lepcis Magna e di un ponte presso Vaga.
Vibio è poi attestato nei primi mesi del 37 come imputato in un processo di adulterio e maiestas insieme alla matrona Albucilla e ai senatori d'alto rango Lucio Arrunzio e Gneo Domizio Enobarbo. Il processo sembra essere stato un tentativo del nuovo prefetto del pretorio Macrone di eliminare possibili ostacoli tra sé e la tutela del giovane Gaio Caligola: consci della impossibilità di salvarsi, Arrunzio si suicidò immediatamente, Enobarbo richiese del tempo per preparare una difesa utile solamente a differire la pena mentre Vibio optò per una lenta morte per inedia. Fortunatamente per questi ultimi due, la morte di Tiberio il 16 marzo 37 pose fine al processo prima che la loro stessa morte sopraggiungesse.

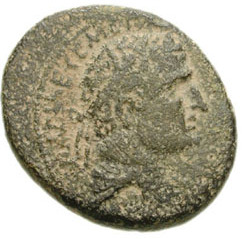
Effigie di Re Erode Agrippa I di Giudea, nemico di Vibio durante il suo governatorato di Siria, su moneta bronzea datata al 42/43 (contemporanea all'incarico di Vibio) e proveniente da Cesarea Marittima (RPC I 4985)

### Fine carriera sotto Claudio
Sotto Caligola, che pure era figlio dell'amico Germanico, Vibio mantenne un basso profilo, mentre fu sotto Claudio, fratello di Germanico, che Vibio ottenne una importante ricompensa per la sua amicizia con la famiglia dell'amico: nel 42, in sostituzione di Publio Petronio, fu nominato legatus Augusti pro praetore della provincia di Siria. Durante il suo mandato, Vibio, minacciando guerra, impedì al re dei Parti Vardane di invadere l'Armenia, ma entrò anche in inimicizia con il re di Giudea Erode Agrippa: non solo informò Claudio della costruzione da parte del sovrano di nuove mura a Gerusalemme che Claudio prontamente fermò per timore di tentativi rivoluzionari, ma anche costrinse a disperdersi e a tornare ai propri regni i regoli Antioco IV di Commagene, Sampsiceramo II di Emesa, Coti IX di Armenia Minore, Polemone II del Ponto ed Erode di Calcide, riunitisi presso Agrippa a Tiberiade. Poco dopo la morte del re di Giudea nella primavera del 44, Vibio fu sostituito al comando della Siria da Gaio Cassio Longino: data l'età avanzata e la mancanza di altre notizie, è possibile che Vibio, vetustis honoribus et inlustris studiis, sia morto poco dopo.